# Scholar Who Walks the Night
Scholar Who Walks the Night (hangul: 밤을 걷는 선비; rr: Bameul Geotneun Seonbi) é uma série de televisão sul-coreana exibida pela MBC TV de 8 de julho a 10 de setembro de 2015, com base no manhwa de mesmo nome escrito por Jo Joo-hee e ilustrado por Han Seung-hee. Estrelada por Lee Joon-gi, Shim Chang-min, Lee Soo-hyuk, Lee Yu-bi e Kim So-eun.

## Enredo
Jo Yang-sun é a filha de um nobre cuja família perde tudo quando seu pai é acusado de traição. Para fazer face às despesas, Yang-sol começa cross-dressing como um livreiro do sexo masculino, e se encontra com o erudito belo e misterioso Kim Sung-yeol, que trabalha na Hongmungwan. Sung-Yeol é um vampiro, e ele continua a ser assombrado pela morte de longa atrás de seu primeiro amor Lee Myung-hee, especialmente quando ele conhece o doppelgänger atual de Myung-hee, Choi Hye-ryung, a filha de um nobre distante. Enquanto isso, o mal de vampiro Gwi reside no palácio real e usa seus poderes e maquinações políticas para evitar que o príncipe herdeiro de subir ao trono.

## Elenco
- Lee Joon-gi como Kim Sung-yeol
- Shim Chang-min como príncipe herdeiro Lee Yoon
- Lee Soo-hyuk como Gwi
- Lee Yu-bi como Jo Yang-sun
- Kim So-eun como Choi Hye-ryung/Lee Myung-hee
- Jang Hee-jin como Soo-hyang
- Lee Soon-jae como King Hyeonjo
- Kim Myung-gon como Noh Chang-sun
- Son Jong-hak como Choi Chul-joong
- Jung Gyu-soo como Jo-saeng
- Oh Yoon-hong como Kkot-boon
- Yeo Eui-joo como Noh Hak-young
- Choi Tae-hwan como Ho-jin
- Park So-young como Dam-yi
- Jang Seung-jo como príncipe Sadong
- Jung Suk-yong como livreiro
- Han Ji-woo como concubina real
- Park Ji-il como o pai de Sung-yeol
- Kim Ye-ryung como a mãe de Sung-yeol
- Kim Dong-hee

## Classificações
| Episódio | Data de transmissão original | Audiência média    | Audiência média              | Audiência média           | Audiência média              |
| Episódio | Data de transmissão original | Classificação TNmS | Classificação TNmS           | Classificação AGB Nielsen | Classificação AGB Nielsen    |
| Episódio | Data de transmissão original | Em todo o país     | Região Metropolitana de Seul | Em todo o país            | Região Metropolitana de Seul |
| -------- | ---------------------------- | ------------------ | ---------------------------- | ------------------------- | ---------------------------- |
| 1        | 8 de julho de 2015           | 7.4%               | 9.1%                         | 7.7%                      | 8.1%                         |
| 2        | 9 de julho de 2015           | 6.8%               | 8.9%                         | 6.84%                     | 7.3%                         |
| 3        | 15 de julho de 2015          | 7.2%               | 9.1%                         | 7.7%                      | 7.8%                         |
| 4        | 16 de julho de 2015          | 7.1℅               | 8.2%                         | 7.7℅                      | 8.5℅                         |
| 5        | 22 de julho de 2015          | 7.3℅               | 9.0℅                         | 7.8℅                      | 8.9℅                         |
| 6        | 23 de julho de 2015          | 6.4℅               | 7.5℅                         | 7.9℅                      | 8.7℅                         |
| 7        | 29 de julho de 2015          | 6.9℅               | 8.0℅                         | 7.9℅                      | 8.3℅                         |
| 8        | 30 de julho de 2015          | 7.3℅               | 7.9℅                         | 7.4℅                      | 7.8℅                         |
| 9        | 5 de agosto de 2015          | 7.4%               | 8.7℅                         | 8.5%                      | 8.6℅                         |
| 10       | 6 de agosto de 2015          | 6.5℅               | 7.5℅                         | 7.4℅                      | 7.4℅                         |
| 11       | 12 de agosto de 2015         | 6.5℅               | 7.7℅                         | 6.9℅                      | 6.8℅                         |
| 12       | 13 de agosto de 2015         | 6.3℅               | 7.1℅                         | 7.4℅                      | 7.1℅                         |
| 13       | 19 de agosto de 2015         | 7.3℅               | 7.9℅                         | 7.6℅                      | 7.3℅                         |
| 14       | 20 de agosto de 2015         | 6.6℅               | 7.2℅                         | 7.0℅                      | 7.5℅                         |
| 15       | 26 de agosto de 2015         | 6.5℅               | 7.1℅                         | 6.5℅                      | 6.5%                         |
| 16       | 27 de agosto de 2015         | 5.9℅               | 6.6%                         | 6.8%                      | 6.9℅                         |
| 17       | 2 de setembro de 2015        | 7.2℅               | 7.9℅                         | 8.0℅                      | 7.8℅                         |
| 18       | 3 de setembro de 2015        | 7.1℅               | 7.8℅                         | 7.9℅                      | 8.0℅                         |
| 19       | 9 de setembro de 2015        | 7.3℅               | 8.3℅                         | 6.2℅                      | 9.3%                         |
| 20       | 10 de setembro de 2015       | 7.2%               | 8.0%                         | 7.7%                      | 7.9%                         |
| Média    | Média                        | 6.9%               | 8.0%                         | 7.4%                      | %                            |